# Partit Liberal (Espanya, 1976)
El Partit Liberal (PL) va ser un partit polític de centre liberal espanyol.

## Història
Fundat per Enrique Larroque de la Cruz el juliol 1976 i que es va integrar posteriorment en la UCD. No obstant això, poc després va abandonar la UCD i, sota el lideratge d'Enrique Larroque va seguir existint com un partit minoritari encara que va assolir alguns acords de caràcter electoral amb l'UCD.
Al febrer de 1983, es va federar amb Aliança Popular (que s'havia presentat a les eleccions de 1982 amb el Partit Demòcrata Popular i que ja estava coalitzat amb el petit partit Unió Liberal, liderat per Pedro Schwartz). El 22 de desembre de 1984, ambdós partits liberals es fusionaren, prenent el nom de Partit Liberal. Els tres partits (AP, PDP i PL) van formar Coalició Popular per a les eleccions generals espanyoles de 1986.
En 1985 desembarca en el partit José Antonio Segurado, president de la patronal madrilenya, que introduí en el partit a diverses personalitats. El PL es va presentar en solitari a les eleccions municipals espanyoles de 1987 en alguns ajuntaments i en les eleccions autonòmiques de Castella i Lleó (0,16%), a Navarra en coalició amb el PDP formant la Unió Demòcrata Foral i a Galícia amb Coalició Gallega i el Partit Demòcrata Popular en la Coalició Progressista Galega.
En un congrés extraordinari (1989) el PL va decidir integrar-se en el Partit Popular. El PL va tenir 11 diputats en el Congrés dels Diputats i 8 senadors entre 1986 i 1989. Esperanza Aguirre va ser militant del Partit Liberal.